# Paradidactylia venalis
Paradidactylia venalis är en skalbaggsart som beskrevs av Schmidt 1911. Paradidactylia venalis ingår i släktet Paradidactylia och familjen Aphodiidae. Inga underarter finns listade i Catalogue of Life.